# Theresa Odongo-Oduka
Theresa "Teddy" Odongo-Oduka – ugandyjska polityczka. Pierwsza kobieta wybrana w wyborach bezpośrednich do Parlamentu Ugandy, w którym zasiadała w latach 1980–1985.

## Życiorys
Należy do grupy etnicznej Langi. Jest katoliczką.
Z powodzeniem wystartowała w wyborach generalnych w Ugandzie w 1980 roku z ramienia Congress ya Watu wa Uganda w okręgu wyborczym obejmującym zachodnią część miasta Lira. Nie miała żadnego kontrkandydata. Została pierwszą kobietą wybraną w wyborach bezpośrednich do Parlamentu Ugandy (w 1980 roku o miejsce w parlamencie ubiegało się pięć kobiet). Swoje zwycięstwo zawdzięczała wsparciu wielu organizacji kobiecych oraz popularności swojego męża, który był osobistym ochroniarzem  prezydenta Ugandy Miltona Oboty. W tym samym roku została ministrą ds. zdrowia w drugiej administracji Miltona Oboty. W parlamencie zasiadała do 1985 roku, stanowisko ministerskie zajmowała do 1986 roku. Rzadko zabierała głos w parlamencie. Kolejna kobieta została wybrana do parlamentu dopiero w 1989 roku.